# ديشار غربي
ديشار غربي (الاسم العلمي:Pteris occidentalis) هو نوع من النباتات يتبع جنس الديشار من فصيلة الديشارية.